# Bergamasco
Bergamasco (piemontiul: Bergamasch) település Olaszországban, Piemont régióban, Alessandria megyében. Lakosainak száma 694 fő (2023. január 1.). Bergamasco Bruno, Carentino, Castelnuovo Belbo, Incisa Scapaccino és Oviglio községekkel határos.

## Népesség
A település népességének változása:
| Lakosok száma | 732  | 726  | 694  |
|               | 2017 | 2018 | 2023 |